# Calcuta
Calcuta, oficialmente Kolkata (en bengalí: কলকাতা, Kōlkātāⓘ) es la ciudad capital del estado indio de Bengala Occidental.
En una época fue la ciudad más poblada de la India, por delante de Bombay. Según el último censo indio, del 1 de marzo de 2001, la ciudad “propiamente dicha” tenía 4 580 544 habitantes. El hecho de que el censo anterior (de 1991) ya hubiese arrojado 4 399 819 hab sugiere fuertemente una cierta saturación del casco urbano histórico de la ciudad. Debido a eso mismo, estimaciones posteriores calculan que el Bangalore “estrictamente definido” ya ha sobrepasado la población de Calcuta, la cual entonces pasaría a ubicarse cuarta entre las grandes ciudades indias (detrás de Bombay, Delhi y del propio Bangalore).
No obstante, según los mismos datos oficiales de 2001, la población de su área metropolitana ascendía a los 13 211 853 habitantes (11 021 918 de acuerdo al anterior, de 1991). Para enero de 2009, una estimación ya la ubicaba cerca de los 15 230 000. De esta manera, sólo los aglomeraciones urbanas de Bombay y Delhi la superan.
No se debe confundir con la antigua ciudad de Calicut (la actual Kozhikode, de un millón de habitantes, en el estado sureño de Kerala).

## Etimología
El nombre Kolkata (কলকাতা) está basado en Kôlikata (কলিকাতা) que es el nombre de uno de los tres pueblos que existían en el área antes de la llegada de los británicos. Es posible también que el término Kolikata sea una variación de Kalikkhetrô [kalikʰːet̪rɔ] (bengalí: কালীক্ষেত্র), que significa "campo de [la diosa] Kali". Del mismo modo, puede ser una variación de Kalikshetra (sánscrito: कालीक्षेत्र, lit. "área de la Diosa Kali"). Otra teoría es que el nombre deriva de Kalighat.
El nombre colonial «Calcutta» (/kælˈkʌtə/) es una forma adaptada a la ortografía inglesa del topónimo bengalí «Kolkata» y era usado de forma oficial hasta que fue sustituido en 2001. Está adaptado al español como «Calcuta», a pesar de que ni en bengalí ni en inglés la segunda sílaba se pronuncia con «u». También es conocida como “la ciudad de la alegría” o “la ciudad de los palacios”; y localmente como Michhil Nagari (মিছিল নগরী).

## Historia
La zona sobre la que actualmente se asienta la ciudad de Calcuta ha sido objeto de ocupación humana al menos desde hace más de 2000 años, según atestiguan los yacimientos arqueológicos encontrados.

### La Compañía Británica de las Indias Orientales
En 1690, la Compañía Británica de las Indias Orientales, que había establecido su primera sede de sus negocios en el Golfo de Bengala y en la propia Bengala desde 1608 en la localidad de Surat, optó por trasladar la sede de sus negocios a Calcuta, dando así inicio a la gran expansión de la ciudad, que administraba, al igual que al resto de sus posesiones, como si se tratase de un estado prácticamente soberano.
Tradicionalmente, pues, se considera la fecha de 1690 como la de la fundación de la ciudad, que se considera obra de Job Charnock, un administrador de dicha compañía, sobre la anterior aldea de Kalikata, aunque esta teoría es desautorizada por la moderna Historiografía.
Para 1699, Gran Bretaña completó la construcción de un fuerte, Fort William, cuya misión era la de servir de base militar para el establecimiento de las tropas del Ejército británico destinadas a la región.
Poco después, en 1756, motivados por los enfrentamientos con Francia por el control de la India, los británicos efectuaron la ampliación y modernización de las fortificaciones de la ciudad. El nawab de Bengala, Siraj-Ud-Daulah, protestó por dichas obras y, al no ser atendidas sus reclamaciones, atacó el fuerte, tomando pues Fort William. Durante la toma del mismo, fueron asesinados varios británicos en una de las habitaciones, lo que marcó el imaginario colectivo británico, que se refiere a los hechos como “La noche del agujero negro”.
Al año siguiente, 1757, Fort William y Calcuta fueron reconquistados por una fuerza mixta formada por cipayos al servicio de la Compañía Británica de las Indias Orientales y de soldados regulares del Ejército británico, puesta bajo el mando del general Robert Clive, un antiguo empleado (como escribiente) de la Compañía. La acción decisiva de la campaña fue la batalla de Plassey, que tuvo lugar el 23 de junio en la propia Bengala, en las cercanías de Calcuta, y que Robert Clive ganó más a base de sobornos y de promesas de ventajas comerciales que de combate militar.

### El Raj británico

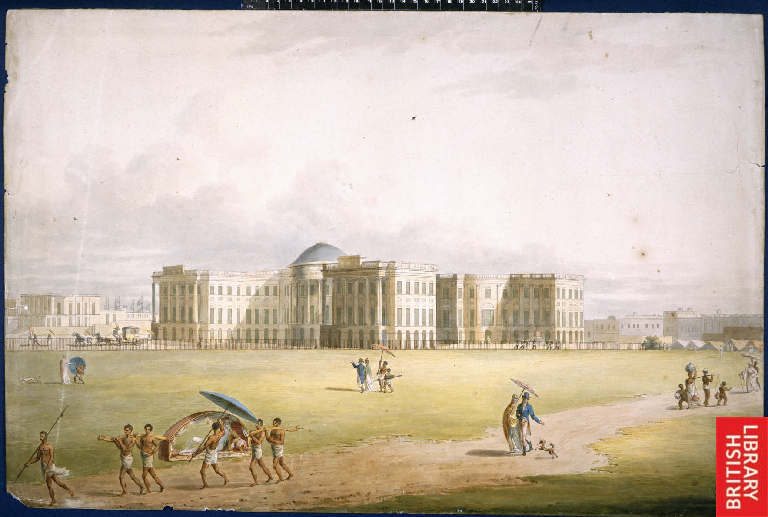
La casa del Gobierno en Calcuta, cuadro de James Moffat (1775-1815).

En 1772, la ciudad fue nombrada capital de la India británica (el llamado Raj británico), rango que conservaría hasta 1911. Fue a partir de este momento cuando se emprendieron obras de saneamiento para la ciudad, consistentes en la desecación de las zonas de marismas que rodeaban a la ciudad, al igual que se construyó a orillas del río Hugli una zona residencial y de oficinas gubernamentales. Fue Richard Wellesley, quien entre 1797 y 1805 fuera gobernador, quien dio destacado impulso a las obras en la ciudad.
Hacia principios del siglo XIX tiene lugar la división interna de la ciudad en dos sectores diferenciados: un sector europeo y otro reservado para la población india, zona conocida como “ciudad negra”.
A partir de los años 1850, tiene lugar un proceso de industrialización en la ciudad, especialmente relativa al sector textil y a la industria del yute. Ello, a su vez, hace que el Gobierno británico haga inversiones en el sector de comunicaciones, especialmente en el ferrocarril y el telégrafo. Como resultado de la bonanza económica y del contacto entre la sociedad británica y la india, hace su aparición en la ciudad una nueva clase social, la de los babu, grupo de oficinistas y burócratas de estirpe frecuentemente angloindia y relacionados en la mayoría de los casos con las castas superiores de la India.

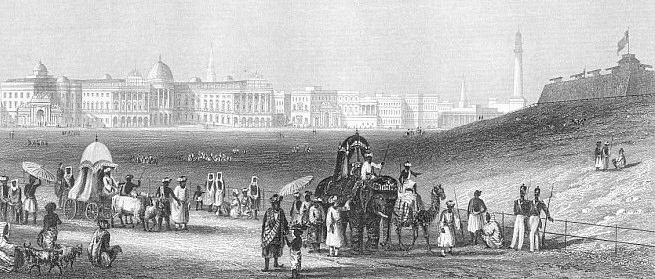
Calcuta en el año 1850.

Desde finales del siglo XIX, tiene lugar en la India un proceso gradual de toma de conciencia nacionalista, que acaba por cristalizar en las ansias de independencia de lo que ya es una colonia británica, asumiendo Calcuta en este proceso un lugar destacado. Así, ya en 1883 fue organizada en la ciudad una Conferencia Nacional por parte de Surendranath Banerjea, siendo la primera de sus características que tuvo lugar en la India.
En 1905, George Curzon, primer marqués Curzon de Kedleston, al que se suele conocer como “Lord Curzon”, y que a la sazón era gobernador general de la India, decidió partir la región de Bengala en dos distritos diferentes, lo que actuó como detonante para una serie de disturbios que se sucedieron en la ciudad, que incluso incluyó el boicot indio a las mercancías de origen británico.
El clima de agitación hizo que los británicos tomasen en 1911 la decisión de que la ciudad de Calcuta dejase de ser la capital del Raj británico, asumiendo dicha función la ciudad de Nueva Delhi, ya que además se consideraba que esta ciudad ocupaba una mejor situación estratégica en la India.
Durante la Segunda Guerra Mundial, el puerto de Calcuta fue bombardeado en dos ocasiones por los japoneses. En 1943 se produjo en la ciudad una grave crisis de subsistencias, que degeneró en un hambre que provocó numerosas víctimas, y que los nacionalistas indios consideraron que se produjo como consecuencia del acaparamiento de suministros destinados a los ejércitos de los Aliados.
En 1946 se produjeron fuertes disturbios en la ciudad, con motivo de la petición de la creación de un estado separado para los indios de religión musulmana, que acabaron desembocando en una lucha abierta que provocó más de 2000 víctimas.

### Independencia de la India

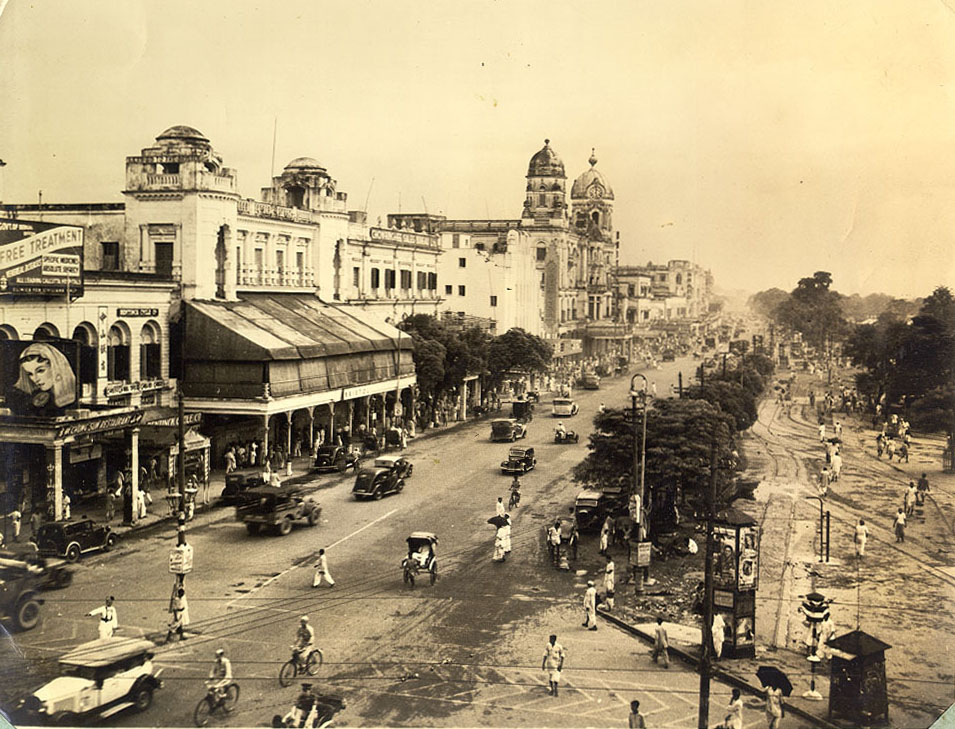
La principal avenida de Calcuta, Chowringhee Avenue, en 1945.

Fue una importante en el comercio y la exportación del yute, pero en 1947, cuando tuvo lugar la partición (línea divisoria entre musulmanes e hinduistas) se vio invadida por oleadas de emigrantes procedentes de áreas donde la lucha por la independencia había ocasionado gran violencia, a la vez que desde la propia Calcuta partían emigrantes de confesión musulmana hacia el recién creado Pakistán oriental (hoy independiente bajo el nombre de Bangladés). Por si ello fuera poco, las tierras en que se cultivaba el yute de que se abastecía la industria yutera de Calcuta quedaron del otro lado de la nueva frontera. Todo ello provocó un período de estancamiento económico.
En los años 1960 y 1970, una serie de graves averías en el sector eléctrico, seguidos por huelgas y por la actividad de una guerrilla de ideología maoísta, los naxalitas, siguió generando inestabilidad económica en la ciudad.
En 1971 el conflicto entre la India y Pakistán, la guerra indo-pakistaní de 1971, que provocó la creación de Bangladés como estado independiente, originó nuevas oleadas de refugiados, que —unidos a los que habían ocasionado tres sequías sucesivas—, obligaron a la gente del campo a emigrar a la ciudad. El incremento de la población consecuente a la explosión demográfica tras la guerra, ha convertido a Calcuta en un hervidero humano donde las imágenes de hacinamiento, decrepitud, enfermedad y muerte, son tan habituales que la sola mención del nombre de la ciudad ya las evoca. Calcuta es la ciudad del mundo donde existe mayor número de población sin hogar que vive en la calle y el mayor número de leprosos.
Toda esta situación explica que hacia los años 1980 Bombay pasase a ser la ciudad más poblada de la India, en detrimento de Calcuta.
Desde 1977, la ciudad es gobernada por el Partido Comunista de la India (Marxista).

## Geografía

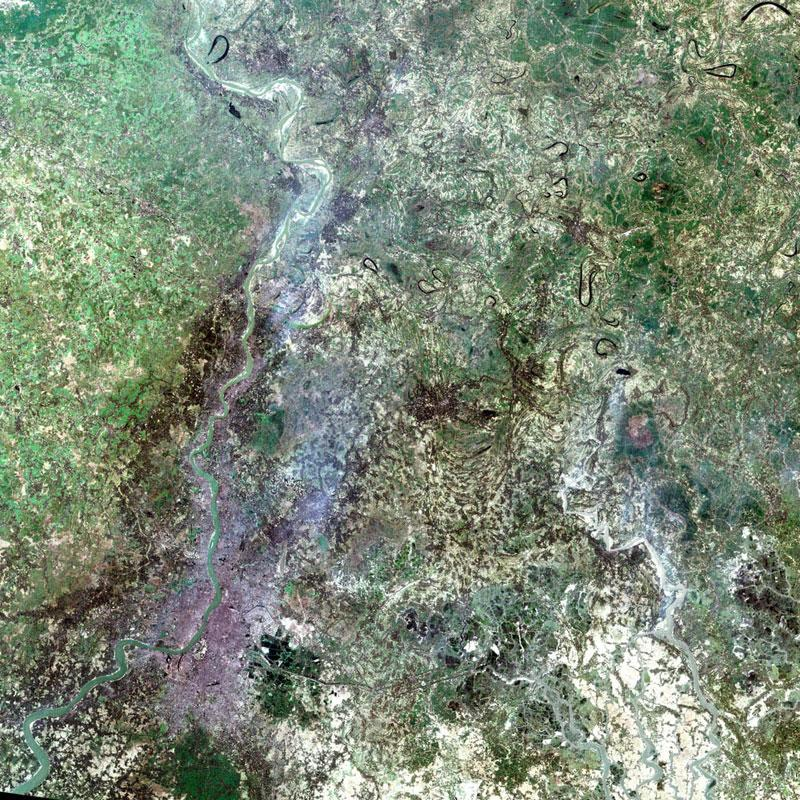
Imagen satélite coloreada de Calcuta, tomada por el Landsat 7 de la NASA.

Calcuta se encuentra ubicada en el este de la India, en el delta del Ganges, a una altitud de entre 1,5 y 9 metros sobre el nivel del mar. Se extiende a orillas del río Hugli en dirección norte-sur, a unos 154 km del golfo de Bengala hacia el interior del continente. La mayor parte del terreno sobre el que se asienta la ciudad fue originalmente un vasto humedal, ganado tras décadas de asentamiento de la población la ciudad. La zona húmeda restante, conocida como Humedales occidentales de Calcuta o East Calcutta Wetlands han sido designados como "zona húmeda de importancia internacional" por el Convenio de Ramsar el 19 de agosto de 2002.
Como en la mayoría de las llanuras del Indo-Ganges, el tipo de suelo predominante es el de aluviones. La ciudad se asienta sobre suelos cuaternarios consistentes en varias capas de sedimentos de arcilla, cieno y grava. Estos sedimentos se encuentran comprendidos entre dos lechos de arcilla, la inferior con una profundidad entre los 250 y 650 metros, y la superior con una grosor entre 10 y 40 metros. Según el Bureau of Indian Standards, la población se asienta sobre una zona sísmica de grado III en una escala de I a V (según la propensión de la zona a sufrir un terremoto), mientras que la zona es considerada de un "muy alto riesgo de daños" por viento y ciclones según el PNUD.

## Clima
| Climograma de Calcuta | Climograma de Calcuta | Climograma de Calcuta | Climograma de Calcuta | Climograma de Calcuta | Climograma de Calcuta | Climograma de Calcuta | Climograma de Calcuta | Climograma de Calcuta | Climograma de Calcuta | Climograma de Calcuta | Climograma de Calcuta |
| --- | --------------------- | --------------------- | --------------------- | --------------------- | --------------------- | --------------------- | --------------------- | --------------------- | --------------------- | --------------------- | --------------------- |
| E | F                     | M                     | A                     | M                     | J                     | J                     | A                     | S                     | O                     | N                     | D                     |
| 16.8 25 9 | 22.9 30 14            | 32.8 34 22            | 47.7 36 25            | 101.7 36 26           | 259.9 34 27           | 331.8 32 26           | 328.8 32 26           | 295.9 32 26           | 151.3 32 24           | 26 30 19              | 17.2 27 13            |
| temperaturas en °C • totales de precipitación en mm fuente: IMD |                       |                       |                       |                       |                       |                       |                       |                       |                       |                       |                       |
| Conversión sistema imperial\| E \| F \| M \| A \| M \| J \| J \| A \| S \| O \| N \| D \| \| 0.7 76 48 \| 0.9 85 57 \| 1.3 93 71 \| 1.9 97 77 \| 4 97 80 \| 10 93 80 \| 13 90 79 \| 13 90 79 \| 12 90 78 \| 6 89 75 \| 1 86 66 \| 0.7 81 56 \| \| temperaturas en °F • totales de precipitación en pulgadas \| \| \| \| \| \| \| \| \| \| \| \| |                       |                       |                       |                       |                       |                       |                       |                       |                       |                       |                       |
| E | F                     | M                     | A                     | M                     | J                     | J                     | A                     | S                     | O                     | N                     | D                     |
| 0.7 76 48 | 0.9 85 57             | 1.3 93 71             | 1.9 97 77             | 4 97 80               | 10 93 80              | 13 90 79              | 13 90 79              | 12 90 78              | 6 89 75               | 1 86 66               | 0.7 81 56             |
| temperaturas en °F • totales de precipitación en pulgadas |                       |                       |                       |                       |                       |                       |                       |                       |                       |                       |                       |

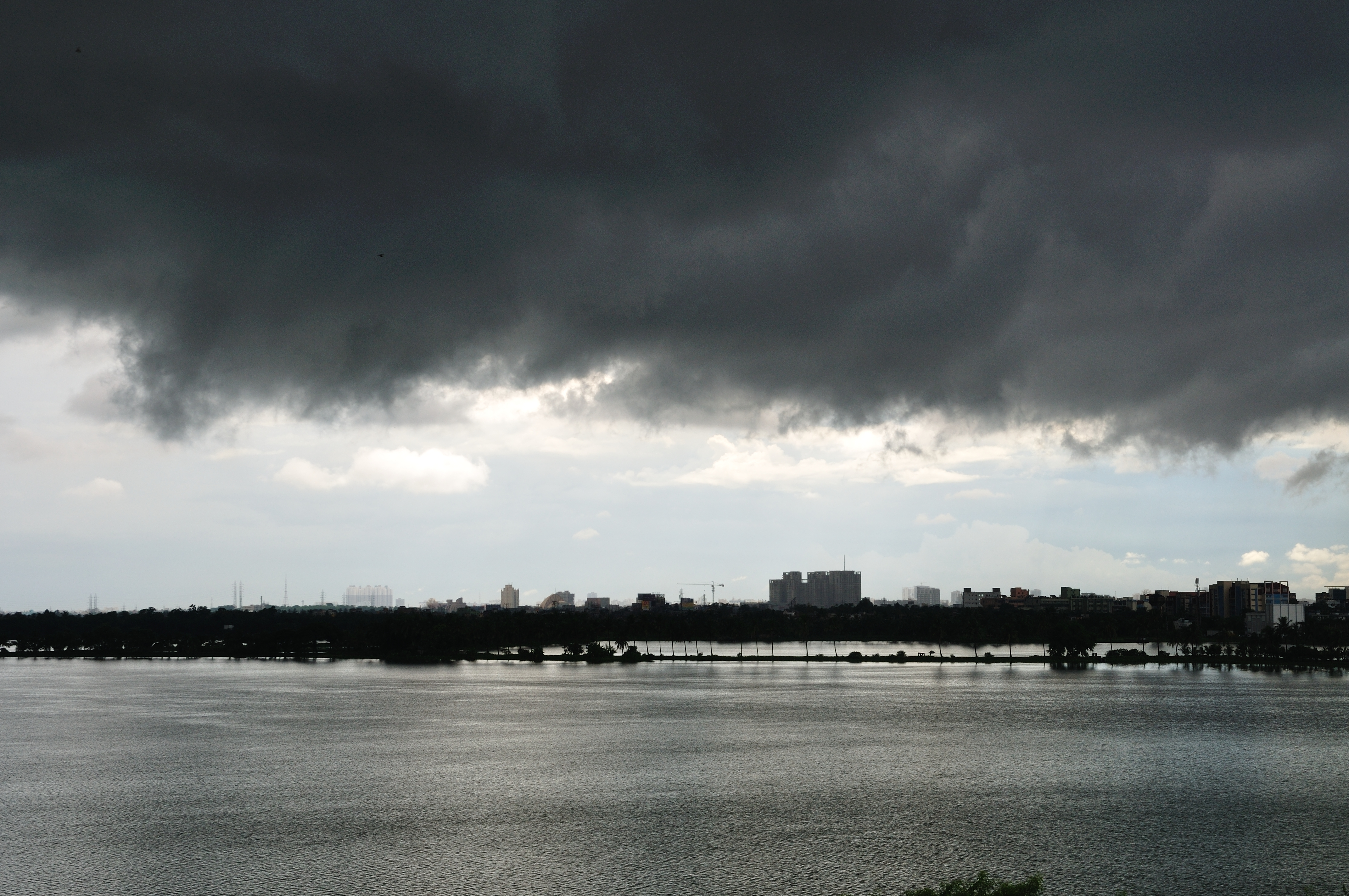
Nubes monzónicas sobre Nalban, al este de Calcuta.

El clima de Calcuta es de tipo tropical, húmedo y seco (Clasificación climática de Köppen). La temperatura media anual es de 26,8 °C, las temperaturas medias mensuales oscilan entre 19 °C y 30 °C. Los veranos son cálidos y húmedos. Durante la temporada seca (mayo y junio) las temperaturas máximas suelen superar los 40 °C. El invierno térmico suele durar solo unos dos meses, entre diciembre y enero, con temperaturas mínimas estacionales de 12 °C. La temperatura máxima registrada es de 43,9 °C y la más baja de 5 °C. A menudo, al comienzo del verano, períodos de fuertes lluvias y tormentas azotan la ciudad, con lo que se alivia el calor. Estas tormentas son conocidas localmente como kal baisakhi (কালবৈশাখী).
Las lluvias del monzón sudoccidental azotan el golfo de Bengala y la ciudad entre junio y septiembre y suministran a la ciudad la mayor parte de su precipitación anual de 1582 milímetros. La más alta precipitación ocurre durante las lluvias del monzón en agosto (306 milímetros).
La ciudad recibe 2528 horas de sol al año, el máximo de luz solar se producen en marzo. La contaminación es una preocupación importante en Calcuta, su nivel es alto en comparación con otras grandes ciudades de la India. Esta grave contaminación del aire en la ciudad ha causado un aumento de las enfermedades respiratorias como el cáncer de pulmón.
| Parámetros climáticos promedio de Calcuta | Parámetros climáticos promedio de Calcuta | Parámetros climáticos promedio de Calcuta | Parámetros climáticos promedio de Calcuta | Parámetros climáticos promedio de Calcuta | Parámetros climáticos promedio de Calcuta | Parámetros climáticos promedio de Calcuta | Parámetros climáticos promedio de Calcuta | Parámetros climáticos promedio de Calcuta | Parámetros climáticos promedio de Calcuta | Parámetros climáticos promedio de Calcuta | Parámetros climáticos promedio de Calcuta | Parámetros climáticos promedio de Calcuta | Parámetros climáticos promedio de Calcuta |
| Mes                                       | Ene.                                      | Feb.                                      | Mar.                                      | Abr.                                      | May.                                      | Jun.                                      | Jul.                                      | Ago.                                      | Sep.                                      | Oct.                                      | Nov.                                      | Dic.                                      | Anual                                     |
| ----------------------------------------- | ----------------------------------------- | ----------------------------------------- | ----------------------------------------- | ----------------------------------------- | ----------------------------------------- | ----------------------------------------- | ----------------------------------------- | ----------------------------------------- | ----------------------------------------- | ----------------------------------------- | ----------------------------------------- | ----------------------------------------- | ----------------------------------------- |
| Temp. máx. media (°C)                     | 26                                        | 29                                        | 33                                        | 36                                        | 36                                        | 34                                        | 32                                        | 32                                        | 32                                        | 31                                        | 29                                        | 26                                        | 31.3                                      |
| Temp. mín. media (°C)                     | 13                                        | 16                                        | 21                                        | 25                                        | 26                                        | 27                                        | 26                                        | 26                                        | 26                                        | 24                                        | 19                                        | 14                                        | 21.9                                      |
| [cita requerida]                          |                                           |                                           |                                           |                                           |                                           |                                           |                                           |                                           |                                           |                                           |                                           |                                           |                                           |

### Huracán y marejada ciclónica de 1737
El 11 de octubre de 1737 se registró una violentísima tormenta (cayeron 380 mm de agua en 6 h) y
en la madrugada del 12 de octubre la ciudad recibió una marejada ciclónica de varios metros de altura, generada por un superciclón. Solo en Calcuta ―que en esa época contaba con menos de 20 000 habitantes― murieron 3000 personas. Posiblemente sea exagerado el número de 300 000 personas fallecidas, y la ola de «12 m de altura» (posiblemente bastante menor). Hasta 1994 se consideró que se trató de un maremoto.

## Demografía

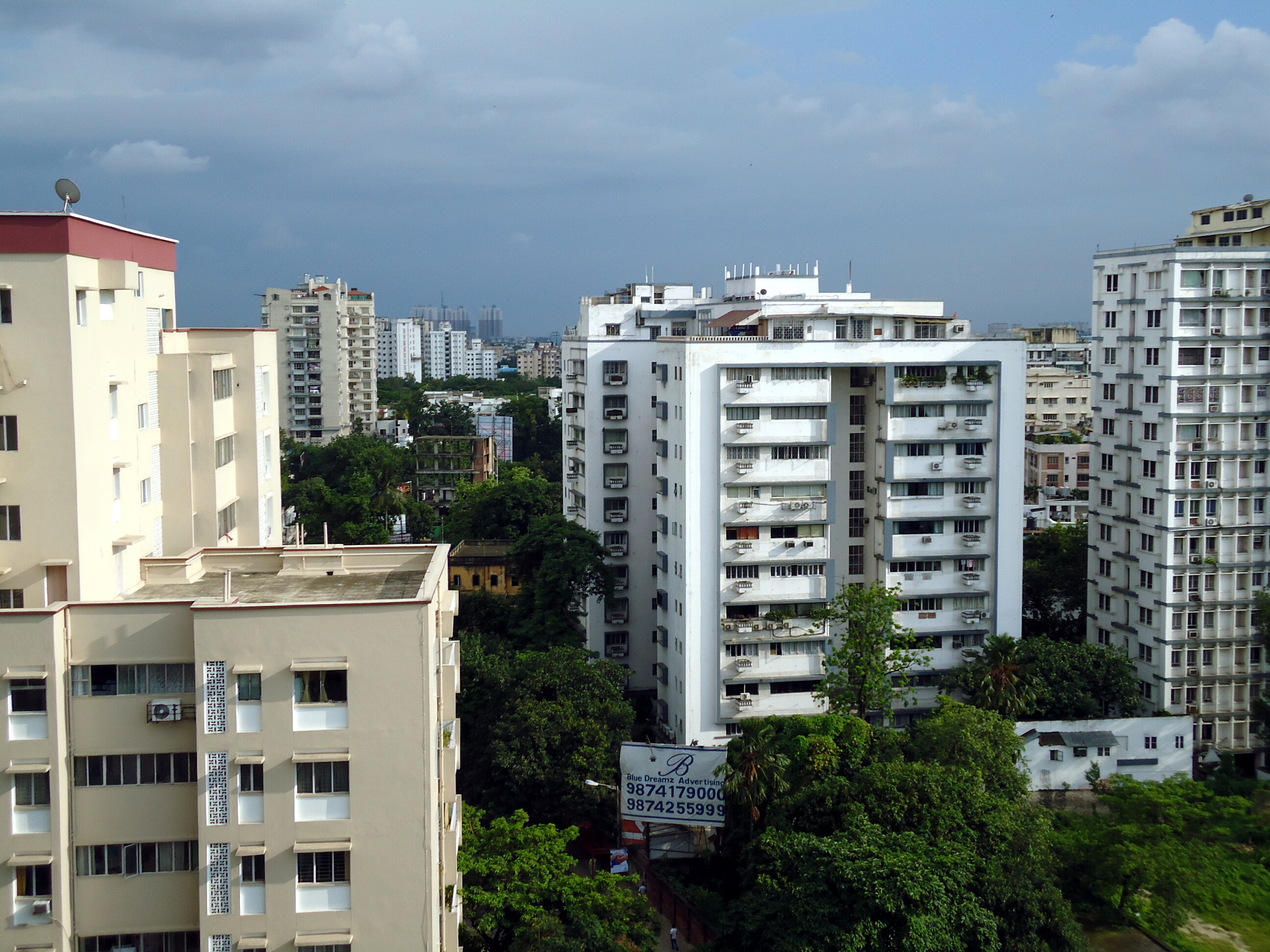
Edificios residenciales en Ballygunge, al sur de Calcuta.

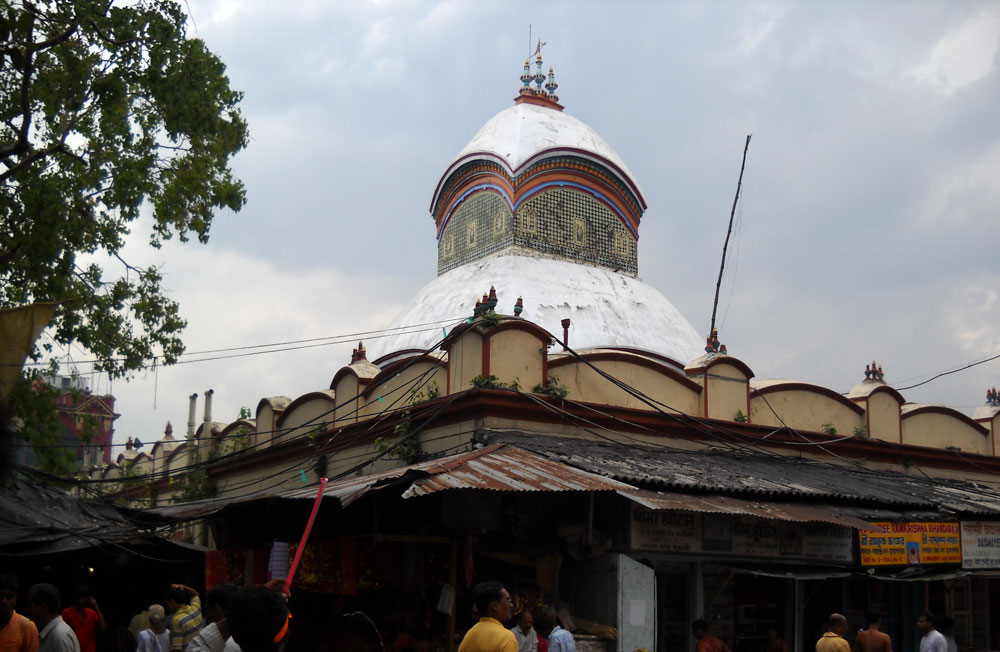
Cúpula del templo Kalighat, santuario dedicado a la diosa Kali, diosa patrona de la ciudad.

En 2001 Calcuta tenía una población de 4 580 544, mientras que la aglomeración urbana contaba con una población de unos 15 000 000. El porcentaje de mujeres es de 828 por cada 1000 varones, inferior a la media nacional, debido a que muchos hombres trabajadores proceden de las zonas rurales, en las que dejan a sus familias. La tasa de alfabetización es de 80,86 %, superior a la media de toda la India que es de 64,8 %.
Los bengalíes constituyen la mayoría de la población de Calcuta, con otras grandes minorías de marwaris y biharis. la comunidad incluye chinos (tusán), tamiles, gujaratis, ingleses, armenios, tibetanos y parsis. Los principales idiomas que se hablan en Calcuta son el bengalí, el hindi, el urdu, el inglés, el oriya y el bhojpuri.
Según el censo de 2001, el 77,68 % de la población profesa la religión hindú, el 20,27 % son musulmanes, el 0,88 % cristianos y el 0,75 % profesan el jainismo. Existen otras minorías que constituyen el resto de la población como los sijs, budistas y zoroástrica.
La tasa de delincuencia en la ciudad fue 81,4 por 100 000 en contra de la tasa nacional de 168,8 en 2004. El barrio de Sonagachi, cuenta con más de 10 000 trabajadores del sexo, es uno de los distritos de zona roja más grandes de Asia.

## Cultura

### Patrimonio artístico
En ella se encuentra el Kalighat (en la zona sur de la ciudad), un templo dedicado a la diosa patrona de la ciudad, Kali, que data del año 1809. También se denomina Kalighat a la vecindad donde se encuentra este templo. En esta zona se encuentra el barrio rojo con mujeres que vienen de diferentes partes de la ciudad o del país (incluso muchas mujeres de Bangladés) a ejercer la prostitución.
Cuenta también con Fort William, el fuerte que está en el origen de la propia ciudad, como arqueología militar.

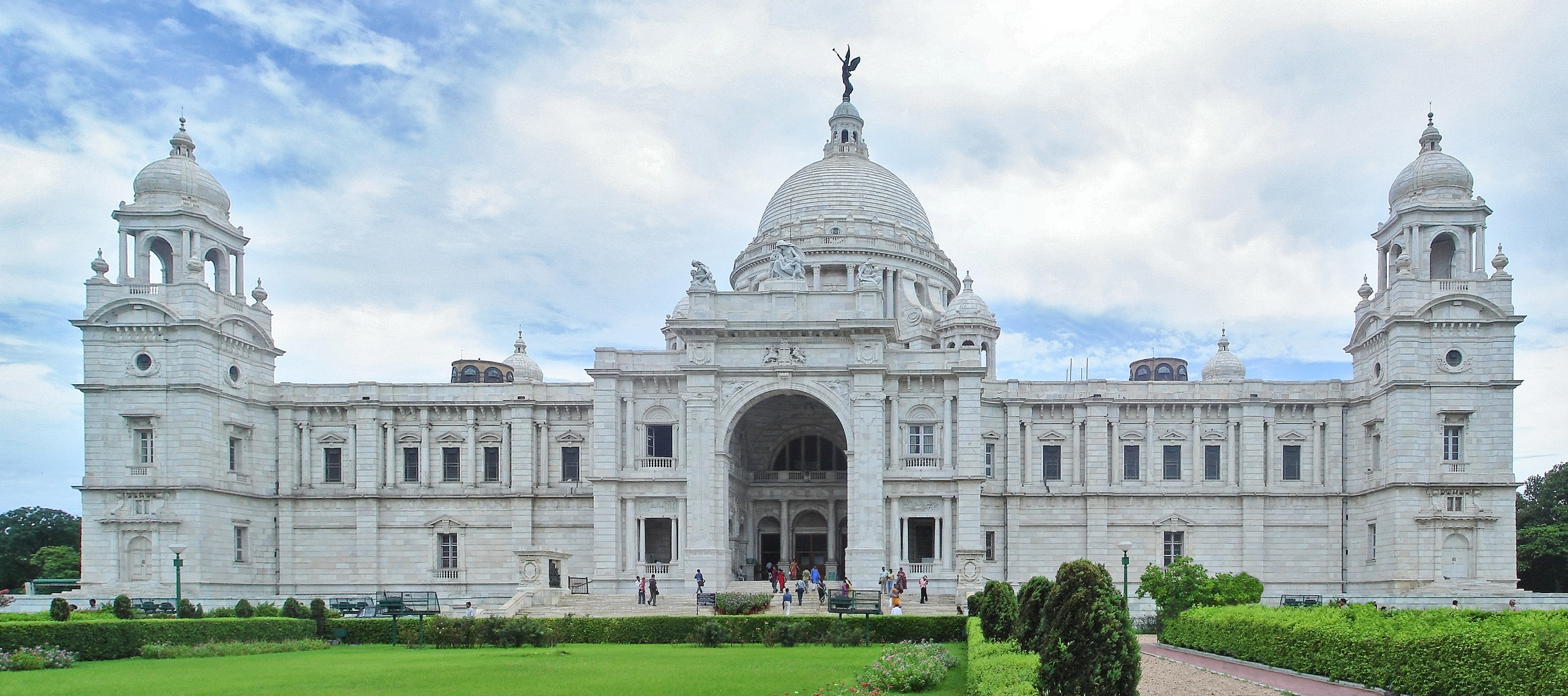
El Victoria Memorial en Calcuta.

En Calcuta se encuentra igualmente el Victoria Memorial, construido cuando la India era parte del Imperio Británico, es un Museo dedicado a la pintura y que está igualmente consagrado a la conservación de su patrimonio histórico documental; en él hay óleos de gran tamaño en la Galería Real, ilustrando episodios de la larga y agitada vida de la Reina Victoria y su reinado. Fue construido dotado de un revestimiento en mármol blanco entre los años 1840 y 1847.
Posee igualmente el Jardín botánico de Kokata, emplazado al sur de la ciudad, en la orilla oeste del río Hugli, que cuenta con uno de los mayores banianos (Ficus benghalensis) del mundo. Aloja la Biblioteca Nacional de India, en la mansión Belvedere.

### Deporte

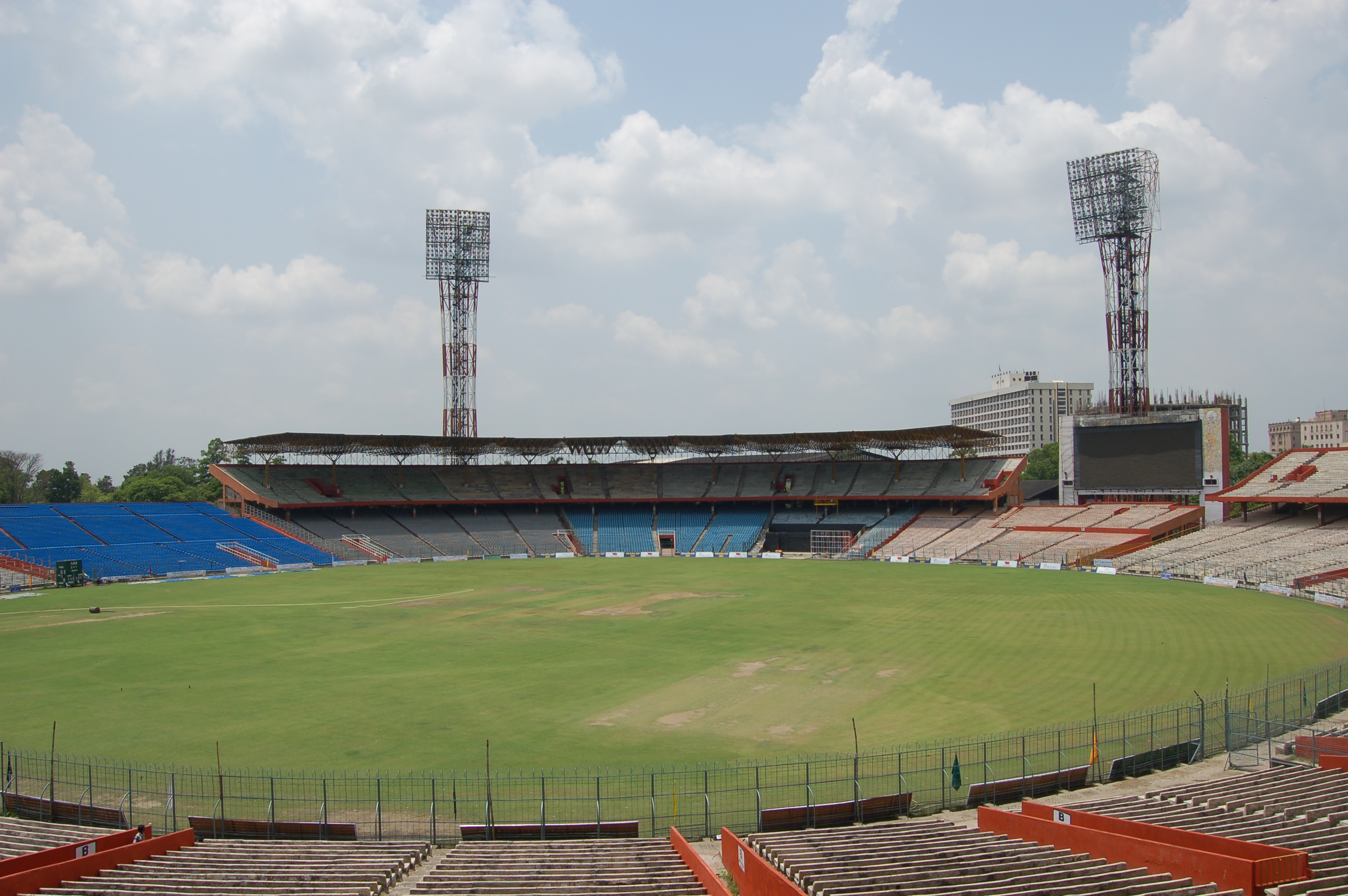
El estadio Eden Gardens, uno de los estadios de críquet más grandes del mundo.

## Economía

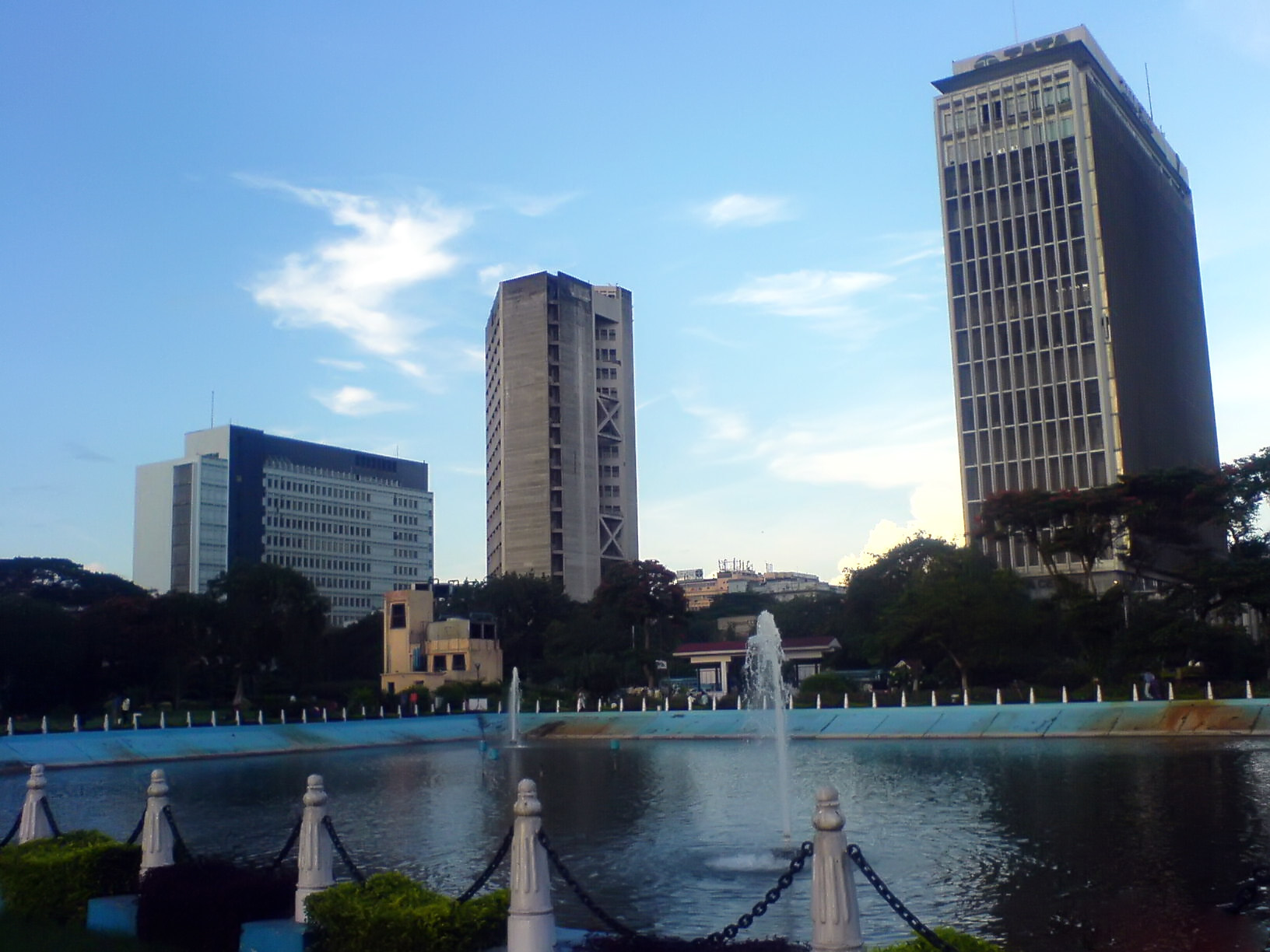
Principal zona de negocios de Calcuta.

## Transportes y comunicaciones

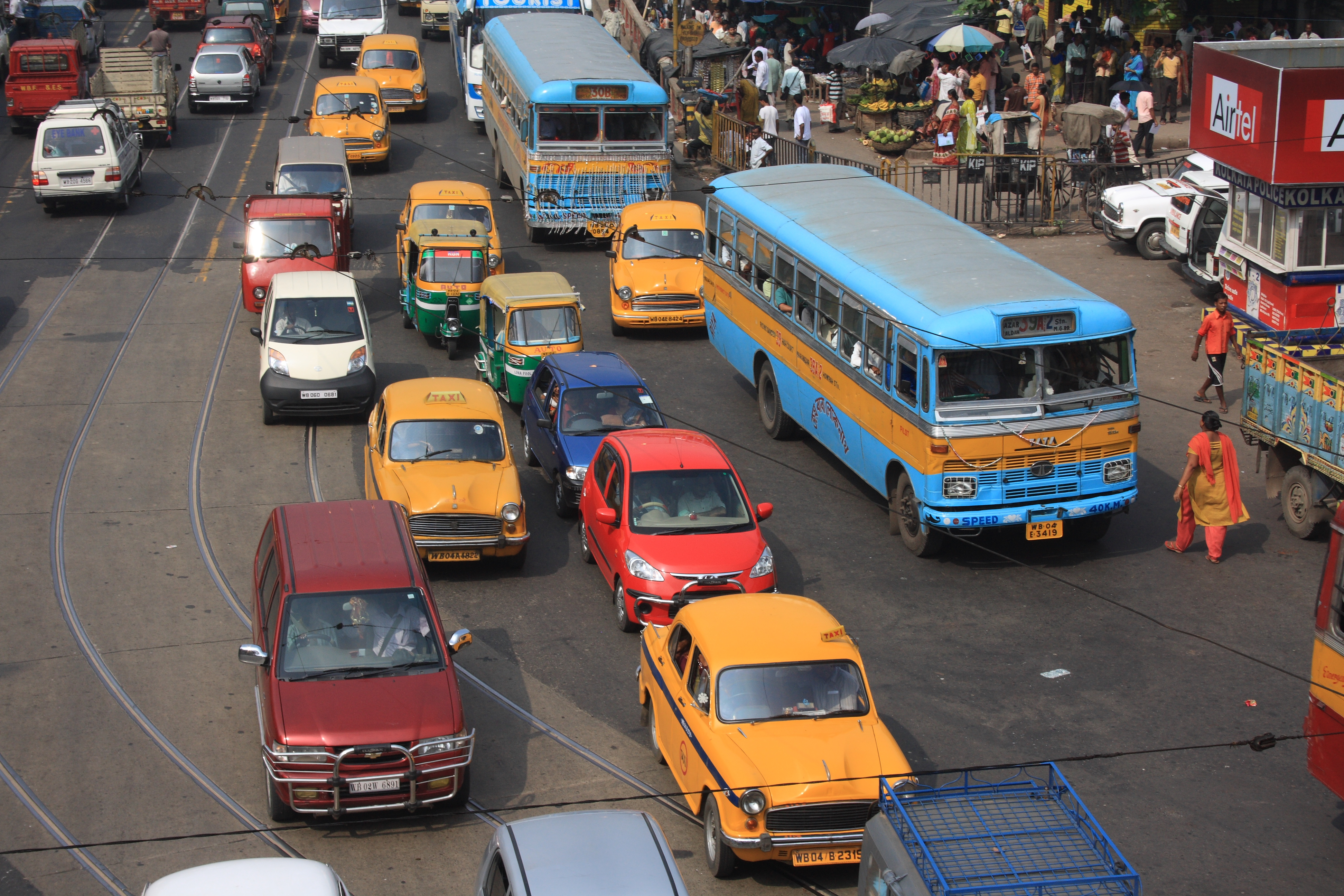
Tráfico congestionado en Calcuta.

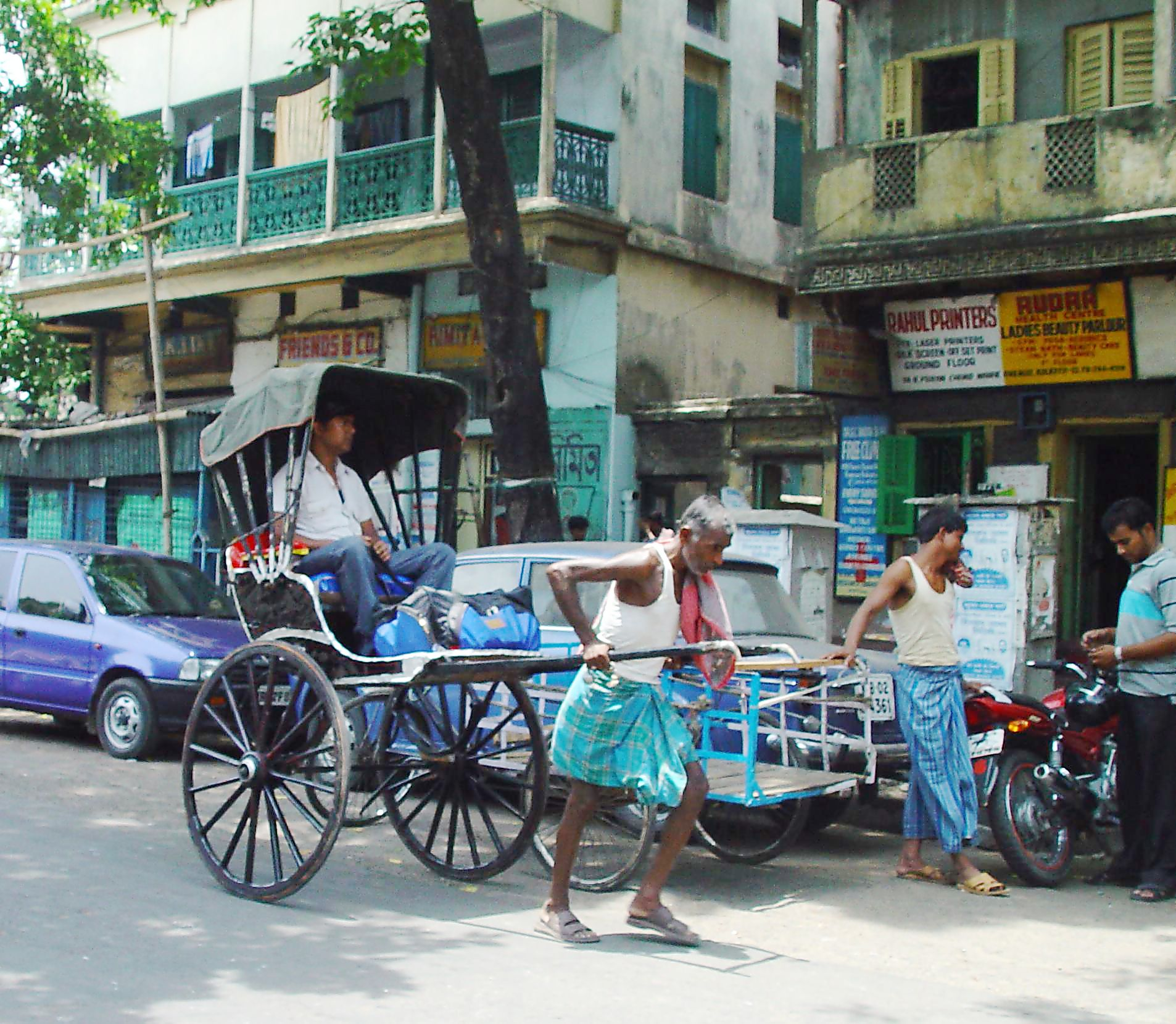
Un rickshaw en las calles de Calcuta.

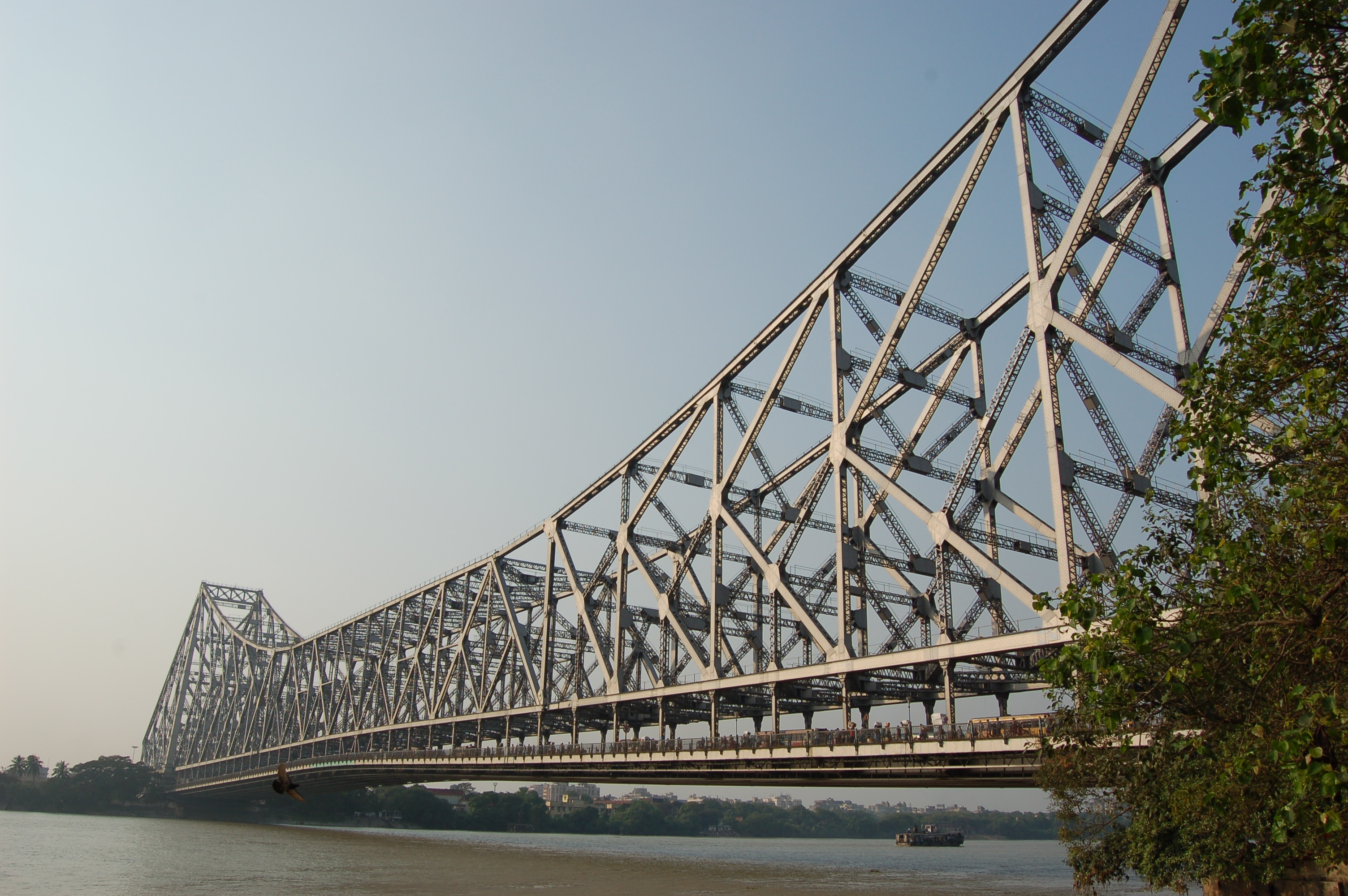
El Puente de Howrah, el símbolo principal de la ciudad.